# 新庄祐治郎

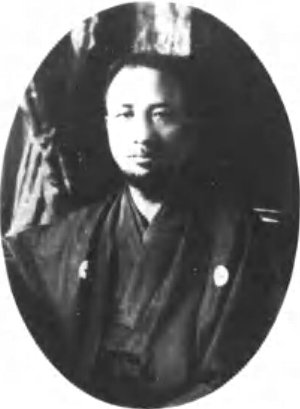
新庄祐治郎

新庄 祐治郎（しんじょう ゆうじろう、1883年（明治16年）11月16日 - 1951年（昭和26年）2月2日）は、日本の内務・朝鮮総督府官僚。政友会系官選県知事。

## 経歴
京都市上京区新烏丸通二条上ル出身。第五高等学校を卒業。1909年7月、京都帝国大学法科大学法律学科（独法）を卒業。1910年11月、文官高等試験行政科試験に合格。1911年、内務省に入省し京都府警部となる。
以後、山口県厚狭郡長、同県玖珂郡長、山口県理事官、鹿児島県理事官、静岡県理事官、朝鮮総督府事務官、同慶尚北道第三部長、同道警察部長、総督府警務局高等警察課長、福岡県警察部長、和歌山県書記官・内務部長、広島県書記官・内務部長、愛知県書記官・内務部長、福島県書記官・内務部長などを歴任。
1928年5月、佐賀県知事に就任。新庄は政友会系知事であったが政党色は薄く、民政党が優勢の県会との紛糾は起こらなかったが、県会政友会議員から不満が出て中央に知事更迭の運動が行われた。1929年1月、青森県知事に転任。青森県の政友会分裂の調停に尽力。濱口内閣の成立により同年7月に休職となった。1931年12月、犬養内閣により滋賀県知事に任じられた。敦賀と琵琶湖を結ぶ大運河構想や中ノ湖干拓計画を推進しようするが、犬養内閣の崩壊により在任約半年で1932年6月28日に休職となった。退任時に知事室の壁に落書きをしたと伝えられている。同年に退官した。

## 著作
- 新庄楓亭『「心の国」日本と「物の国」英国!』内外出版印刷、1938年。
- 新庄楓亭『新東亜を阻む世界の驕児米国』新庄祐治郎、1940年。